# Markus Babbel
Markus Babbel (* 8. September 1972 in München) ist ein ehemaliger deutscher Fußballspieler und heutiger Fußballtrainer. Zuletzt war er Cheftrainer der Western Sydney Wanderers. Mit der deutschen Fußballnationalmannschaft wurde er 1996 Europameister. Seit 2021 arbeitet er auch als TV-Experte.

## Spielerkarriere

### Verein
Markus Babbel begann seine Fußball-Laufbahn beim TSV Gilching-Argelsried. Danach spielte er in den Jugendmannschaften des FC Bayern München und war parallel für die Jugendauswahl des DFB international aktiv. Babbel bekam 1991 einen Profivertrag bei Bayern München und spielte daraufhin in der Bundesliga als Abwehrspieler für seinen Verein. 1992 spielte er als Leihgabe für zwei Jahre als Stammspieler beim Hamburger SV. Nach seiner Rückkehr 1994 nach München setzte er sich auch bei den Bayern durch und gewann dreimal die deutsche Meisterschaft, zweimal den DFB-Pokal und einmal den UEFA-Pokal.
2000 verließ Babbel die Bundesliga und wechselte nach England zum Erstligisten FC Liverpool, mit dem er 2001 ebenfalls den UEFA-Pokal gewann. Seine Karriere wurde zeitweilig von einer Nervenkrankheit, dem Guillain-Barré-Syndrom, unterbrochen. Nach seiner Genesung wurde er von Liverpool 2003 an die Blackburn Rovers ausgeliehen.
Im Sommer 2004 wechselte Babbel zurück in die Bundesliga zum VfB Stuttgart, um Marcelo Bordon als Innenverteidiger nachzufolgen. In der Saison 2005/06 fand Babbel im System des Trainers Giovanni Trapattoni zunächst kaum Berücksichtigung, später wurde er wieder Stammspieler. Unter Trapattonis Nachfolger Armin Veh kam er nur noch selten zum Einsatz. Zum Abschluss seiner aktiven Karriere gewann er mit dem VfB im Sommer 2007 die deutsche Meisterschaft. Das DFB-Pokal-Finale 2007 gegen den 1. FC Nürnberg ging verloren.
In den höchsten Ligen Deutschlands und Englands bestritt Markus Babbel insgesamt 355 Spiele und erzielte 18 Tore. Im Europapokal wurde er in 77 Partien eingesetzt.

### Nationalmannschaft
Mit der deutschen U21 nahm Babbel an der Qualifikation zur U-21-Europameisterschaft 1994 teil, das Team verpasste aber als zweiter hinter Spanien die Endrunde. 1993 nahm Babbel mit der Bundeswehr-Nationalmannschaft an der Militär-Weltmeisterschaft in Marokko teil und belegte den dritten Rang.
Für die A-Nationalmannschaft bestritt er 51 Spiele, in denen er ein Tor (am 6. September 1995 beim 4:1 gegen Georgien) erzielte. Seinen Einstand gab er am 22. Februar 1995 in Jerez de la Frontera beim 0:0 gegen Spanien. Babbel war Teilnehmer an der Europameisterschaft 1996, löste bei diesem Turnier den verletzten Jürgen Kohler als Innenverteidiger ab und stand in der Elf, die im Finale Tschechien mit 2:1 Toren nach Verlängerung bezwang.
Für den Gewinn der Fußballeuropameisterschaft verlieh ihm der Bundespräsident Roman Herzog 1996 das Silberne Lorbeerblatt.
Auch an der Weltmeisterschaft 1998 in Frankreich nahm er teil. Nach der 0:1-Niederlage am 17. Juni 2000 gegen England im Gruppenspiel der EM in Belgien und den Niederlanden, bei der die deutsche Mannschaft in der Vorrunde ausschied, trat Babbel als Nationalspieler zurück.

## Trainerkarriere

### VfB Stuttgart
Markus Babbel wurde nach dem Ende seiner Karriere als Spieler Assistenztrainer beim VfB Stuttgart. Vom 1. Juli 2007 bis 22. November 2008 war er Co-Trainer von Armin Veh. Nach dessen Entlassung am 23. November 2008 wurde Babbel zum Teamchef des VfB Stuttgart befördert. Aufgrund einer fehlenden Fußballlehrerlizenz hätte Babbel die Mannschaft nach damaligem Stand nur mit einer bis zum 30. Juni 2009 befristeten Sondergenehmigung trainieren dürfen, aufgrund einer Reform des Trainerlehrgangs durch den DFB durfte Babbel jedoch den VfB auch darüber hinaus betreuen.
Am 6. Mai 2009 unterschrieb Babbel einen bis Ende Juni 2011 datierten Vertrag beim VfB Stuttgart. Unter Babbels Leitung spielte der VfB in der Saison 2008/09 die zweitbeste Rückrunde aller Mannschaften und hatte bis zum letzten Spieltag Chancen auf die Meisterschaft. Am Saisonende belegte der Verein den dritten Tabellenplatz, der zur Teilnahme an den Qualifikationsspielen für die UEFA Champions League 2009/10 berechtigte.
Nach nur zwei Siegen aus den ersten 15 Saisonspielen der Saison 2009/10 und einem Sieg in fünf Spielen der Champions League wurde Babbel am 6. Dezember 2009 in Stuttgart beurlaubt. Sein Nachfolger wurde der Schweizer Trainer Christian Gross, der zuvor den FC Basel trainiert hatte. Babbels kritische Reflexion des Fußballgeschäfts im Zusammenhang mit seiner Beurlaubung wurde von vielen Kommentatoren als zutreffend und präzise gelobt.

### Hertha BSC
Im April 2010 erwarb Babbel das Fußballlehrerdiplom an der Hennes-Weisweiler-Akademie der Deutschen Sporthochschule Köln, erst danach durfte er sich offiziell als Cheftrainer mit Trainerlizenz bei Profivereinen anwerben.
Zur Saison 2010/11 wurde Babbel erstmals offiziell Cheftrainer bei Hertha BSC in der 2. Bundesliga. Der Vertrag verlängerte sich am 25. April 2011 aufgrund des Aufstiegs in die Bundesliga gemäß einer Klausel bis 2012. Drei Spieltage vor Saisonende konnte die Hertha mit zwölf Punkten Vorsprung auf den dritten Tabellenplatz nicht mehr von einem direkten Aufstiegsplatz verdrängt werden.
In der Hinrunde 2011/12 rangierte der Club unter Babbel im Mittelfeld der Tabelle. Markus Babbel plante, zum Saisonende seine Tätigkeit bei Hertha BSC zu beenden. Darüber hatte er laut eigener Aussage Manager Michael Preetz schon Anfang November informiert. Dieser betonte aber, nie ein derartiges Gespräch mit Babbel geführt zu haben und bezeichnete Babbels Aussage als „schlicht falsch“. Daraufhin bezichtigte Hertha-Präsident Werner Gegenbauer Babbel der Lüge (Zitat: „Jetzt sollte man nicht mit Baron-Münchhausen-Geschichten kommen“). Seiner Ansicht nach hätte man erst seit dem 13. Dezember Bescheid gewusst. Am nächsten Tag beurlaubte man Babbel mit sofortiger Wirkung. Am 22. Dezember 2011 ließ Hertha BSC verlauten, dass der Streit mit Babbel beigelegt worden sei.

### Weitere Trainerkarriere
Am 10. Februar 2012 wurde Babbel neuer Cheftrainer bei der TSG 1899 Hoffenheim. Er unterschrieb einen Vertrag bis 2014. Von März bis September 2012 war er zudem Manager des Vereines. Am 3. Dezember 2012 wurde Babbel von seiner Aufgabe als Cheftrainer in Hoffenheim entbunden. Der Verein war mit Ambitionen auf einen Platz, der für die internationalen Wettbewerbe berechtigt, in die Saison gestartet, aber nach 15 Spieltagen stand er mit neun Niederlagen bei drei Siegen auf dem Relegationsplatz.
Im Oktober 2014 übernahm Babbel den abstiegsgefährdeten Schweizer Superligisten FC Luzern als Nachfolger von Carlos Bernegger. Sein Debüt in der Super League endete am 19. Oktober 2014 (12. Spieltag) mit 0:0 gegen den FC Vaduz. Trotz zwei Siegen und zwei Unentschieden überwinterte Babbel mit seinem Team mit zwei Punkten Rückstand auf den FC Sion auf dem zehnten und damit letzten Platz. Die Rückrunde brachte aufgrund von zehn Siegen, vier Unentschieden und vier Niederlagen den 5. Platz in der Abschlusstabelle ein. Am 12. Februar 2016 verlängerte Babbel vorzeitig seinen Vertrag um zwei Jahre bis Ende Juni 2018. Aufgrund von Differenzen mit der Vereinsführung kündigte Markus Babbel am 3. Januar 2018 seinen Rücktritt per Ende Saison 2017/18 an. Die Vereinsführung reagierte darauf zwei Tage später mit der sofortigen Freistellung von Markus Babbel.
Im Mai 2018 wurde Babbel neuer Cheftrainer des australischen Vereins Western Sydney Wanderers. Im Januar 2020 wurde er nach drei Niederlagen in Folge entlassen.

## Erfolge und Titel

### Spieler
- Mit dem FC Bayern München:
  - 1989 Deutscher B-Juniorenmeister
  - 1996 UEFA-Pokalsieger
  - 1997 Deutscher Meister und Ligapokalsieger
  - 1998 DFB-Pokal- und Ligapokal-Sieger
  - 1999 Deutscher Meister und Ligapokalsieger
  - 2000 Deutscher Meister und DFB-Pokalsieger

- Mit dem FC Liverpool:
  - 2001 FA-Cup-, Englischer Ligapokal-, Englischer Superpokal-, UEFA-Pokal- und Europäischer-Supercup-Sieger

- Mit dem VfB Stuttgart:
  - 2007 Deutscher Meister

- Mit der deutschen Nationalmannschaft:
  - 1996 Europameister

- Mit der Bundeswehr-Nationalmannschaft
  - 1994 WM-Dritter bei der Fußball-Militärweltmeisterschaft

### Trainer
- Mit dem VfB Stuttgart:
  - 2009 Dritter der Meisterschaft (Bundesliga) – Qualifikation für die Champions League
- Mit Hertha BSC:
  - 2011 Aufstieg in die 1. Bundesliga als Meister der 2. Bundesliga

## Persönliches
Babbel ist zum dritten Mal verheiratet. Aus der ersten und zweiten Ehe hat er jeweils zwei Kinder, sein fünftes Kind wurde 2016 geboren. Mutter des Mädchens ist seine dritte Frau, die Moderatorin Tina Babbel (geborene Ries). Sie wohnen im südhessischen Viernheim in der Rhein-Neckar-Region.
Er trägt die Wappen seiner bisherigen Vereine als Spieler und Trainer als Tätowierung auf seinem rechten Oberarm.

## TV-Karriere
Seit 2021 ist er Experte in der Web-Show von ran, u. a. während der U-21-Fußball-Europameisterschaft 2021.
Er agierte als TV-Experte für ARD SWR 2025 und Sat 1 ran während der U-21 Fußball-Europameisterschaft 2025.

## Veröffentlichungen
- mit Alex Raack: It´s not only football. Edel Sports, Hamburg 2023, ISBN 978-3-98588-043-0